# Без права на кохання
«Без права на кохання» (ісп. Nada personal, букв. Нічого особистого) — мексиканська теленовела з елементами трилера виробництва телекомпанії TV Azteca. У головних ролях Ана Кольчеро, Деміан Бічір та Рохеліо Герра. Прем'єрний показ відбувся на каналах TV 7 та TV 13 20 травня 1996 — 14 лютого 1997 років.

## Сюжет
Начальник поліції Фернандо Гомес Міранда на прізвисько Беркут організовує вбивство свого давнього друга і кандидата на посаду генерального прокурора Рауля де лос Реєса, який гине разом зі своєю 13-річною донькою Лолітою, а його старша донька Каміла отримує серйозні поранення. Журналіст Луїс Маріо, син Беркута, знаходить поранену Камілу в розстріляному вбивцями автомобілі і рятує її, доправивши до лікарні. Розслідування справи доручають командеру Альфонсо Карвахалю, зведеному брату журналіста, і скоро він знаходить докази причетності Каміли до торгівлі наркотиками, насправді сфабриковані Беркутом, який будь що бажає знищити дівчину як небажаного свідка. Ще однією ціллю Беркута є Марія Долорес, вдова Рауля, яку він жадає вже багато років...

## У ролях
- Ана Кольчеро — Каміла де лос Реєс
- Деміан Бічір — Альфонсо Карвахаль
- Рохеліо Герра — Фернандо Гомес Міранда
- Лупіта Феррер — Марія Долорес де лос Реєс
- Хосе Анхель Льямас — Луїс Маріо Гомес
- Гільєрмо Гіль — Матео
- Хоакін Гаррідо — Ікс
- Клаудіо Обрегон — Рауль де лос Реєс
- Крістіна Гоу — Каміла де лос Реєс #2
- Ванесса Акоста — Паула
- Мартін Альтомаро — Просперо
- Анна Чоккетті — Ельза Грахалес
- Моніка Діонне — Алісія
- Енок Леаньйо — Мандібулас
- Клаудія Лобо — Альма
- Пілар Ікскіс Мата — Розальба
- Віктор Угго Мартін — Віктор / Уго
- Лоло Наварро — Кочитль
- Марія Рене Пруденсіо — Сорайя
- Марта Резнікофф — Естер
- Хосефо Родрігес  — Естебан
- Хосе Сефамі — Маррана
- Лурдес Вільярреаль — Бенінья
- Дуня Сальдівар — Амалія
- Глорія Перальта — Моніка
- Гілберто Перес Гальярдо — Лусіо